# Barneholm
Barneholm är en dansk ö i Nakskov Fjord, strax utanför Lolland. Den hör till Region Själland och Lollands kommun. Barneholm är ett naturreservat. Ön är obebodd sedan 2003 och har en yta om 0,09 km².